# Perrie Edwards
Perrie Louise Edwards (født 10. juli 1993) er en sanger fra Storbritannien.
Perrie er kendt for at være en del af den britiske pigegruppe Little Mix, der blev dannet til 2011-sæsonen af det britiske The X Factor, hvor de blev den første - og frem til 2017 - eneste gruppe der har vundet.

## Familie
Perrie kommer fra byen South Shields i det sydlige England.Hendes mor og far er begge sangere. Hendes far var med i et band kaldet Alexander's Place.
Perrie Edwards har to søskende, en storebror Jonnie Edwards og en halv-lillesøster (på faderens side) Caitlin Edwards.

## Karriere
Perrie havde ikke nogle ambitioner om at synge indtil kort tid før sin audition - faktisk stillede hun først og fremmest til op, fordi hendes mor havde lovet hende en iPhone 4, hvis hun gjorde det.
Perrie sang You Oughta Know af Alanis Morissette til hendes første audition i Glasgow. Hun fik massere af ros, hvor Kelly Rowland var begejstret og beskrev hendes stemme som "helt sindssyg". Perrie kom igennem anden runde, men ikke igennem bootcampens første konkurrence. Så dommerne besluttede at sætte Perrie sammen med Jesy Nelson i en gruppe som de kaldte Faux pas. Den holdt dog heller ikke. Så da Perrie var blevet smidt ud, nu to gange (ligesom alle andre for hendes nuværende band Little Mix) blev hun kaldt op sammen med tre andre piger. Jesy Nelson,(som hun allerede var i gruppe med) Leigh-Anne Pinnock og Jade Thirlwall. Pigerne sagde ja til at danne en ny gruppe, kaldet Rhytmmix. Og så kom pigerne igennem de andre konkurrencer og videre til liveshowene. Pigerne skiftede senere i konkurrencen deres navn til Little Mix, da de fik at vide at der allerede var en eksisterende gruppe med navnet Rythmmix. Den 11. december 2011 vandt Little Mix X-Factor, som den første gruppe nogensinde.

## Personlige liv
Perrie Edwards og Zayn Malik blev i maj 2012 set sammen forskellige steder. Zayn bekræftede senere at de datede. I august 2013 bekræftede Perries mor rygter om at parret var blevet forlovet. I 2015 slog parret op efter et 3 års langt forhold.
Perrie begyndte at date den engelske fodboldspiller, Alex Oxlade-Chamberlain i november 2016, og danner stadig par i dag.
Perrie og Alex første barn blev budt velkommen i verden d. 21. august 2021, en dreng ved navn Axel Oxlade-Chamberlain.